# برنت بول
برنت بول (بالنرويجية البوكمول: Bernt Bull)‏ هو سياسي نرويجي، ولد في 12 يوليو 1946. حزبياً، نشط في حزب العمال. وقد انتخب وزير دولة ‏.